# Aminek egipski
Aminek egipski, kela egipska, aminek zębodłubka (Visnaga daucoides Gaertn.) – gatunek rośliny zielnej. Rośnie dziko w Azji Zachodniej, Afryce Północnej, na Maderze, Wyspach Kanaryjskich oraz w Europie Południowej. W Polsce gatunek uprawiany i przejściowo dziczejący (efemerofit). Łacińska nazwa Ammi pochodzi od greckiego ammos – piasek, prawdopodobnie ze względu na małe wymagania siedliskowe lub małe nasiona. Z wyglądu podobna do kopru włoskiego. Aminek egipski to roślina jednoroczna lub dwuletnia.

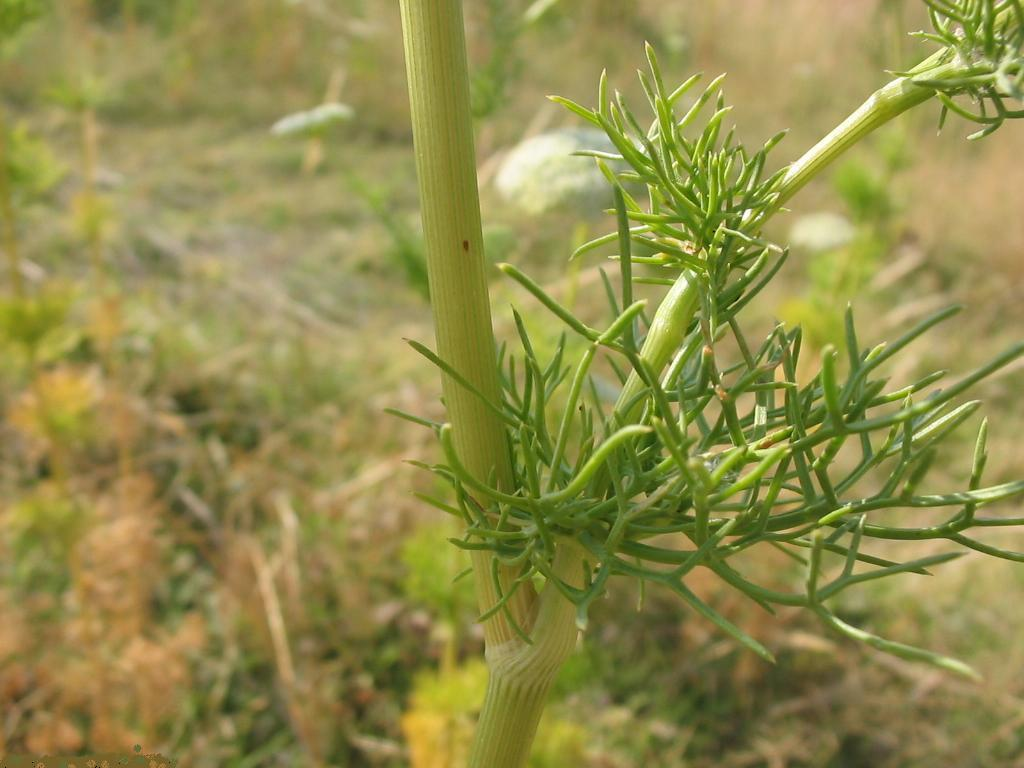
Liście i łodyga

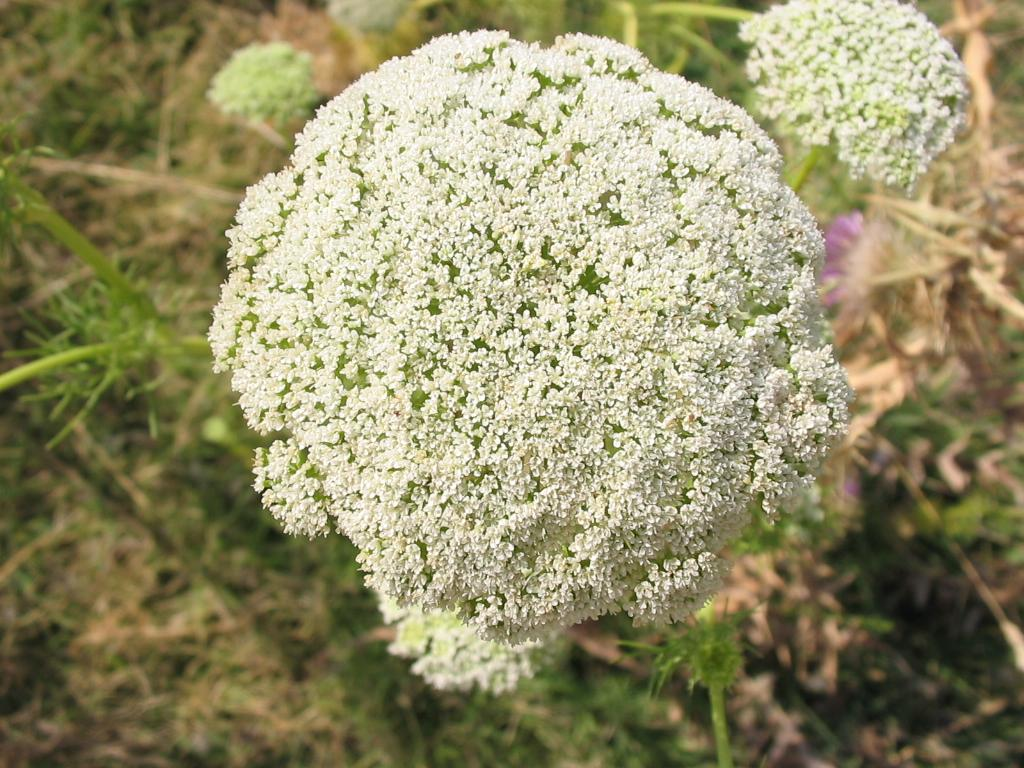
Baldach

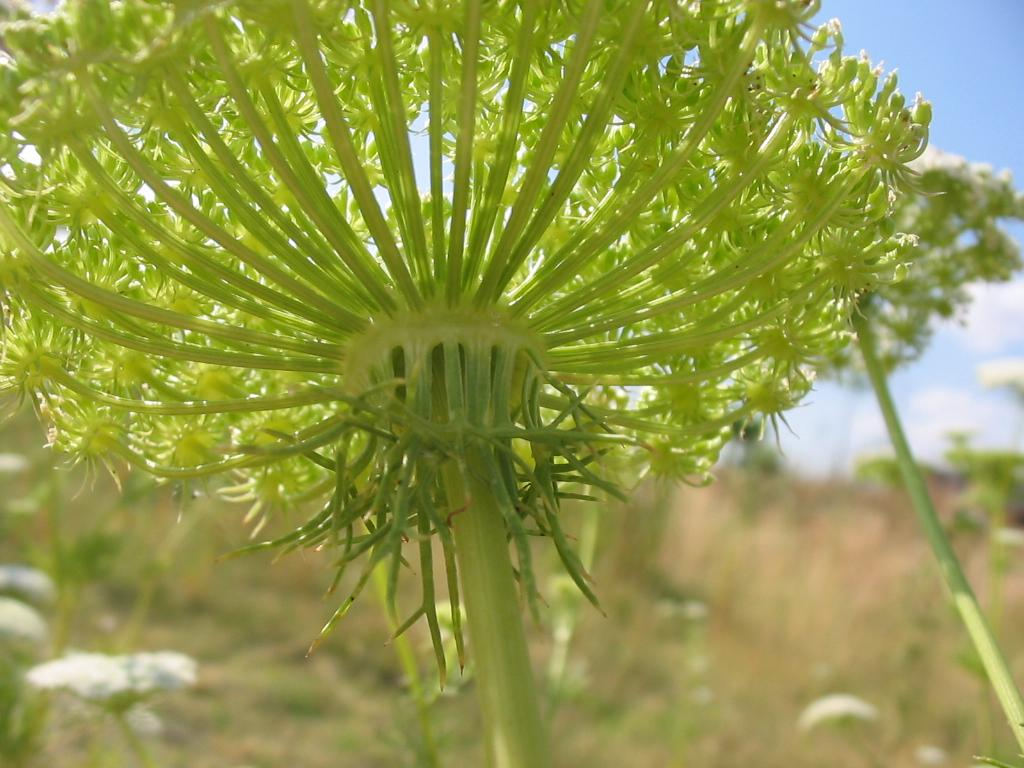
Szypuły

## Morfologia
PokrójRoślina silnie rozgałęziona, w naturze do 50 cm wys., w uprawie do 120. Łodyga dęta, tylko w węzłach pełna. Dołem słabo bruzdkowana.
KorzeńPalowy, biały, słabo rozgałęziony.
LiścieO pochwiastej nasadzie są delikatne, dwu-, trzykrotnie dzielne.
KwiatyZebrane w baldach złożony z pokrywami i pokrywkami. Kwiaty małe, o nieprzyjemnym zapachu, obupłciowe, z pięcioma białymi płatkami. Pręcików od 2 do 5, z dwukomorowymi, różowymi pylnikami. Słupek o dwóch szyjkach, tworzy się z dwóch zrośniętych owocolistków zrośniętych z dnem kwiatowym. Dwie szyjki słupka osadzone są na poduszeczce, która jednocześnie jest miodnikiem. Kwiaty zebrane są w kwiatostany baldachy o średnicy do 22 cm.
OwocRozłupnia rozpadająca się na dwie rozłupki, jajowate, wydłużone, z pięcioma żeberkami. MTN wynosi 0,5 do 0,85g.

## Zastosowanie
- Roślina lecznicza stosowana pomocniczo, jako lek rozkurczający, w leczeniu choroby wieńcowej, kamicy nerkowej i astmy oskrzelowej. Surowcem zielarskim jest owoc aminka egipskiego – Ammi visnagae fructus. Kleina z aminka egipskiego powoduje rozszerzenie naczyń krwionośnych jelit, co skutkuje działaniem rozkurczowym mięśni gładkich, jelit, macicy oraz oskrzeli. Jej podanie przeciwdziała atakom astmy[6].
- Twarde i aromatyczne szypuły kwiatostanów używane są do wytwarzania wykałaczek[potrzebny przypis].

## Uprawa
Roślina ciepłolubna, o długim okresie wegetacji, wynoszącym od 160 do 210 dni. Uprawiany był już w starożytnym Egipcie. Próby aklimatyzacji w Polsce zakończyły się fiaskiem, ze względu na wczesne przymrozki.